# Luc Pagès
Pour les articles homonymes, voir Pagès.
Luc Pagès est un directeur de la photographie, cinéaste et scénariste français.

## Filmographie

### Réalisateur
- 1984 : Ataxie passagère (court-métrage)
- 1989 : Forte est la Tentation de Georges (court-métrage)
- 1995 : Ada sait pas dire non (court-métrage)
- 2002 : A+ Pollux (long-métrage)

### Scénariste
- 2002 : A+ Pollux

### Directeur de la photographie
- 1990 : Conte de printemps d'Éric Rohmer
- 1992 : Conte d'hiver d'Éric Rohmer
- 1999 : Mille bornes d'Alain Beigel
- 2008 : Les Liens du sang de Jacques Maillot
- 2009 : Un singe sur le dos de Jacques Maillot (téléfilm)
- 2016 : Tour de France de Rachid Djaïdani
- 2024 : Le Molière imaginaire d'Olivier Py

### Réseaux et autres
- Notices d'autorité :   - VIAF
  - ISNI
  - BnF (données)
  - IdRef
  - LCCN
  - GND
  - Israël
  - Tchéquie
  - WorldCat
- « Luc Pagès » (présentation), sur l'Internet Movie Database
- Luc Pagès sur Twitter